# Список вулиць Львова (Є)
Список усіх вулиць Львова, що починаються на літеру Є
У списку вулиці подані за алфавітом. Назви вулиць на честь людей відсортовані за прізвищем і подаються у форматі Прізвище Ім'я і/або Посада. Якщо вулиця названа за цілісним псевдонімом або прізвиськом, то сортування відбувається за першої літерою псевдоніма або імені, тобто Лесі Українки — на літеру Л, Марка Вовчка, Марка Черемшини — на М, Олени Пчілки — на О, Панаса Мирного — на П, Янки Купали — на Я тощо.
Курсивом позначені зниклі вулиці.
Колір фону у списку залежить від типу урбаноніма.
| Назва           | Тип    | Колишні назви                                                                              | Район          | Місцевість            | Рік затв. | Джерела              |
| --------------- | ------ | ------------------------------------------------------------------------------------------ | -------------- | --------------------- | --------- | -------------------- |
| Євського Сергія | вулиця | Сигнівка бічна                                                                             | Залізничиний   | Сигнівка              | 1993      | ВЛ, ПСВЛ, ІВЛ, ВП, Л |
| Єрошенка Василя | вулиця | Піліховска, Черникґассе, Піліховська, Пелехатого                                           | Шевченківський | Клепарів              | 1992      | ВЛ, ПСВЛ, ІВЛ, ВП, Л |
| Єфремова Сергія | вулиця | Штандовска на Байках, Мурарска, Мончиньскєґо, Шлєзвіґерштрассе, Мончинського, Карла Маркса | Залізничиний   | Новий Світ, Францівка | 1992      | ВЛ, ПСВЛ, ВП, Л      |